# HTPC

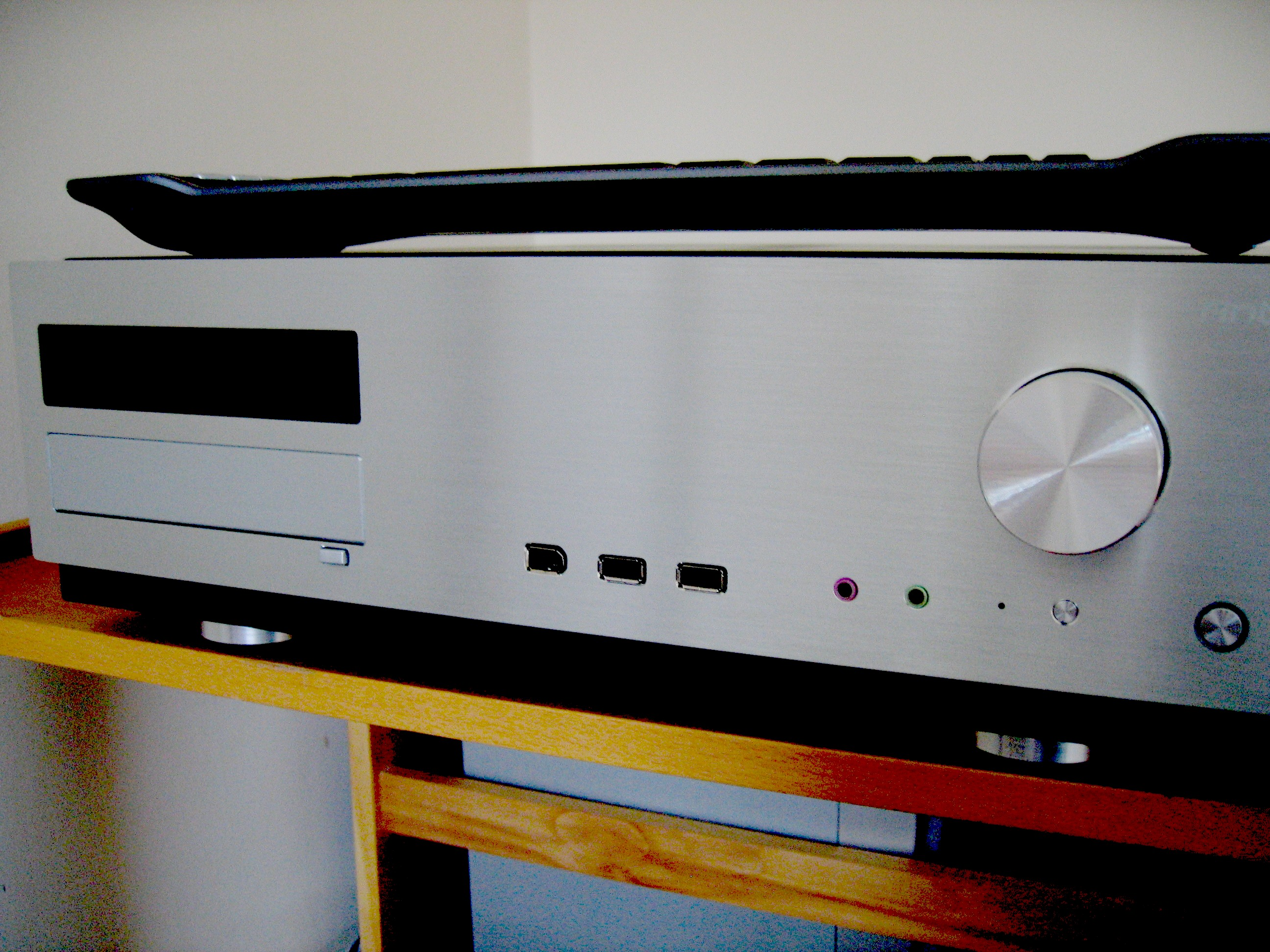
Передня панель Antec Fusion V2 HTPC з клавіатурою

HTPC (абревіатура від англ. Home Theater Personal Computer) — персональний комп'ютер, оснащений програмним і в деяких випадках апаратним забезпеченням, що дозволяє використовувати його як комп'ютер для домашнього кінотеатру. Крім того, даний термін вживається як назва систем, призначених для організації домашнього кінотеатру і складаються з комп'ютера, телевізора й аудіосистеми.

## Історія
Інтеграція комп'ютерів і телевізорів починається в 90х роках XX століття, коли з'явилися пристрої, що дозволяють передавати сигнал з комп'ютера на телевізор. В 1993 корпорація Apple розробила Macintosh TV — телевізор із вбудованим персональним комп'ютером, проте, він так і не отримав широкого розповсюдження та був знятий з виробництва після випуску близько 10000 примірників.
В 1997 невелика компанія Chromatic Research розробила чип Mpact1, здатний декодувати MPEG-1/MPEG-2 і отримувати прогресивний RGB сигнал з черезрядкового. Цей чип володів низкою мультимедійних функцій і можливостями розширення. Але по завершенні розробки чип не виявився потрібним у зв'язку з незначними темпами зростання DVD-індустрії. Приблизно через рік компанія випускає оновлений чип Mpact2, який був використаний у різних відеокартах, таких як 3DFusion DVD card, STB NitroDND, Leadtek WinFast 3D S800 AGP, а також в екзотичних материнських платах. Перші продажі йшли досить повільно до тих пір, поки в мережі не стали з'являтися перші огляди і нотатки про можливість отримати прогресивну картинку за допомогою карти 3DFusion на основі чипа Mpact2.
З середини 1998 стали виходити огляди у друкованій пресі, які привернули увагу до можливостей PC. У цей час склалася абревіатура HTPC, як скорочення від словосполучень Home Theater і Personal Computer.

## Характеристики HTPC
Крім характеристик персонального комп'ютера, комп'ютери для домашнього кінотеатру мають ряд особливостей.

### Малогабаритний корпус
Найчастіше використовуються корпуси, схожі за розмірами та дизайном до звичайних DVD-плеєрів або магнітофонів. Також неважко знайти і компактніші корпуси, та підібрати дизайн так, щоб він ідеально підходив до інтер'єру.

### Малошумна система охолодження
У комп'ютерах для домашнього кінотеатру використовуються пасивні або малошумні активні системи охолодження, що дозволяють залишати систему працювати цілодобово, наприклад, для завантаження з мережі Інтернет високоякісних фільмів у форматі Full HD.

### Жорсткі диски
У комп'ютери для домашнього кінотеатру найчастіше встановлюють жорсткі диски зі зниженою швидкістю обертання пластин (до 5200 об/хв) і, як наслідок, зниженим рівнем шуму та енергоспоживання. Продуктивність таких жорстких дисків нижче, ніж у звичайних (що мають швидкість обертання пластин 7200/10000 об/хв), але її цілком достатньо для безперебійного відтворення відео високої чіткості. Часто, для збільшення продуктивності при відтворенні високоякісного відео, як системний диск встановлюється окремий малооб'ємний жорсткий диск або твердотільний накопичувач, що знімає навантаження на файлове сховище, а також (у випадку твердотільного накопичувача) значно прискорює роботу системи в цілому.

### Відеосистема
Відеокарта комп'ютерів для домашнього кінотеатру найчастіше інтегрована в чипсет материнської плати. Комп'ютер для домашнього кінотеатру обов'язково повинен підтримувати виведення зображення на телевізор через HDMI. Однак, практично всі материнські плати і відеокарти підтримують цей інтерфейс, тому ця особливість вже не є властивою тільки HTPC.

### Звукова карта
Звукові карти, інтегровані в материнську плату, не здатні забезпечити високу якість звуку, тому як альтернатива в HTPC часто встановлюють дискретні звукові карти. Найкращими виробниками високоякісних звукових карт є Creative та ASUS. Крім високоякісного звуку, звукові карти цих виробників мають можливість підключення AV-ресивера або підсилювача.

### Енергоспоживання
Комп'ютери для домашнього кінотеатру повинні споживати мало енергії, тому що досить часто вони працюють цілодобово. У середньому енергоспоживання HTPC становить 5-100 Вт в залежності від конфігурації та навантаження.

## HTPC-орієнтовані операційні системи

### Linux
- LinuxMCE
- Mythbuntu
- KnoppMyth
- Mythdora
- GeeXboX

### Microsoft Windows
- Windows XP Media Center Edition
- Windows Vista Home Premium або старша версія (окрім Windows Vista Business та Enterprise)
- Windows 7 Home Premium або старша версія
- Windows 8 Pro with Media Center
- Windows 8.1 Pro with Media Center